# Ekscitotoksičnost
Ekscitotóksičnost je toksična okvara ali nekroza oz. odmrtje nevronov v možganih zaradi močne ekscitacije oz. vzbujenosti in posledičnega vdora kalcijevih ionov (Ca2+). Ekscitotoksičnost je oz. naj bi bila udeležena v številnih patoloških procesih, kot so travmatske poškodbe osrednjega živčevja, možganska kap, epilepsija in nevrodegenerativne bolezni, lahko pa nastane tudi zaradi vnosa okoljskih nevrotoksinov v telo.
Škodljive učinke prevelike koncentracije glutamata na osrednje živčevje je prvi odkril T. Hayashi, japonski znanstvenik, leta 1954. Leta 1969 je John Olney podrobneje raziskal mehanizem delovanja ekscitotoksičnosti in skoval omenjeni termin.

## Mehanizem
Osrednjo vlogo v ekscitotoksičnosti imajo glutamat in njegovi analogi kot zunajcelični (ekstracelularni) ter kalcijevi ioni kot znotrajcelični (intracelularni) dejavnik. Glutamat spada sicer med najpomembnejše ekscitatorne živčne prenašalce (nevrotransmiterje) v osrednjem živčevju sesalcev, vendar deluje škodljivo v prevelikih koncentracijah.
Glutamat in njegovi analogi delujejo na več različnih receptorjev, in sicer na NMDA, AMPA in metabotropne receptorje. NMDA in AMPA receptorja sta povezana z ionskimi kanalčki, metabotropni receptorji pa so s proteinom G sklopljeni receptorji.
Aktivacija AMPA receptorjev sproži vdor natrijev ionov (Na+), kar depolarizira celico in s tem odblokira NMDA receptorje, ki so v stanju mirovanja inhibirani z magnezijevimi ioni (Mg2+). To sproži vdor kalcijevih ionov, hkrati pa depolarizacija aktivira še napetostno-odvisne kalcijeve kanalčke (VDCC), kar predstavlja še dodaten tok ionov. Aktivacija metabotropnih receptorjev sproži sproščanje znotrajceličnega kalcija iz endoplazemskega retikuluma (ER), kar je posredovano z inozitol trifosfatom (IP3). Poleg vsega vdor natrijevih ionov pospeši delovanje Na+/Ca2+ antiporterja oz. izmenjevalca.
Mitohondriji s svojo presnovo in endoplazemski retikulum z veliko kapaciteto za privzem kalcija so pomembni za nadzor homeostaze kalcija. Po preseženi največji obremenitvi s kalcijem pride do okvar delovanja mitohondrijev, kar zmanjša sintezo adenozin trifosfata (ATP), ki je v tem kontekstu potreben za delovanje membranskih črpalk, ki ščitijo pred prevelikimi količinami kalcija (Na+/K+-ATPaza in Ca2+ črpalka) in privzem kalcija v ER, poleg tega je pospešeno nastajanje reaktivnih kisikovih spojin (ROS). To in dejstvo, da kalcij med ostalim pospešuje tudi sproščanje glutamata iz celic, predstavlja pozitivno povratno zanko, zaradi česar je proces vedno bolj uničujoč.
V zvezi z nevrotoksičnostjo kalcij povzroči še:
- aktivacijo proteaz (kalpainov) in lipaz, ki poškodujejo celično membrano,
- aktivacijo NO sintaze, zaradi česar nastanejo visoke koncentracije dušikovega oksida, pri čemer se ob prisotnosti ROS tvorijo škodljivi peroksinitrit in hidroksilni prosti radikali, kar poškoduje mnoge pomembne biomolekule, med ostalim membranske lipide, beljakovine in DNA,
- pospešeno sproščanje arahidonske kisline, ki povzroči pospešeno nastajanje prostih radikalov ter zavre privzem glutamata v celice.

Poškodbe pomembnih biomolekul privedejo do celične smrti.

## Medicinski pomen
Ekscitotoksičnost je oz. je verjetno vpletena v različna patološka stanja, med ostalim v poškodbo hrbtenjače, travmatično poškodbo možganov, možgansko kap, izgubo sluha (preko prevelike izpostavljenosti hrupu ali ototoksičnosti), epilepsijo, hipoglikemijo ter v številne nevrodegenerativne bolezni osrednjega živčevja, kot so multipla skleroza, Alzheimerjeva bolezen, amiotrofična lateralna skleroza (ALS), Parkinsonova bolezen, alkoholizem in z njim povezan odtegnitveni sindrom ter Huntingtonova bolezen.
Ekscitoksičnost lahko sprožijo številni okoljski toksini. Primera tega sta domoična kislina, zaradi katere je prišlo do epidemije hudih duševnih in nevroloških motenj v Novi Fundlandiji leta 1987 zaradi zaužitja tamkajšnjih školjk, ter metilamino alanin, ki je pri prebivalcih otoka Guam več let povzročal sindrom, ki je vključeval demenco, Parkinsonovo bolezen in ohromitev (paralizo), zaradi uživanja semen tamkajšnjih sagovcev.
Mononatrijev glutamat (MSG), ki daje mesni okus (umami), je verjetno vzrok za številne primere t. i. »sindroma kitajskih restavracij«, ki vključuje občutke otopelosti, mravljinčenja, toplote in šibkosti, napetost obraznih mišic, bolečino v prsih, glavobol, slabost, tahikardijo (pospešeno bitje srca), bronhospazem (zoženje svetline bronhov) pri asmatikih in šibkost. Kljub mnogim raziskavam je učinek MSG-ja še vedno predmet razprav, Urad za prehrano in zdravila (FDA) pa ga označuje za načeloma varen prehranski dodatek.